# گذرنامه آمریکایی

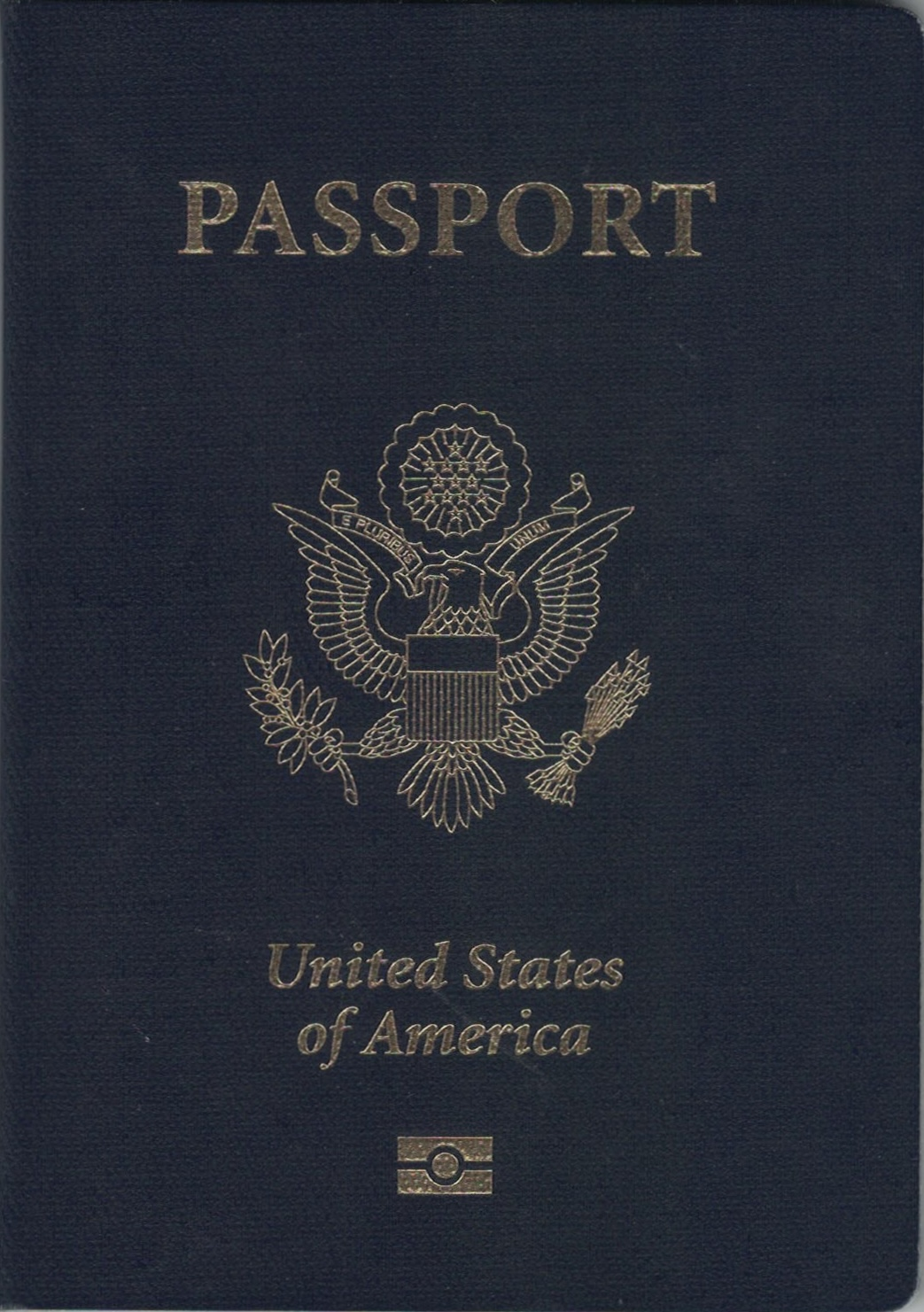
جلد پاسپورت بیومتریک

گذرنامهٔ آمریکایی یک مدرک سفر بین‌المللی است که توسط کشور ایالات متحده آمریکا صادر می‌شود و بنا بر داده‌های سال ۲۰۲۳، دارندگان آن می‌توانستند به ۱۸۶ کشور دیگر بدون دریافت ویزا سفر کنند یا ویزا را در بدو ورود دریافت نمایند. این گذرنامه بر اساس رتبه‌بندی شاخص گذرنامهٔ هنلی در سال ۲۰۲۳ در رتبهٔ ۷ قرار داشت.
گذرنامهٔ آمریکایی توسط وزارت امور خارجهٔ ایالات متحدهٔ آمریکا برای شهروندان و تبعه‌های آمریکایی صادر می‌شود.

## انواع گذرنامه‌ها

انواع پاسپورت ها 

- گذرنامهٔ معمولی (پوشش آبی تیره): برای همهٔ شهروندان و غیرشهروندان قابل صدور است. مدت اعتبار گذرنامه ۱۰ سال است.
- گذرنامهٔ خدمت (کار یا وظیفه): برخی از پیمانکاران خدمت (غیر شخصی) برای عقد قرار داد با ایالات متحدهٔ آمریکا به خارج از کشور سفر می‌کنند.

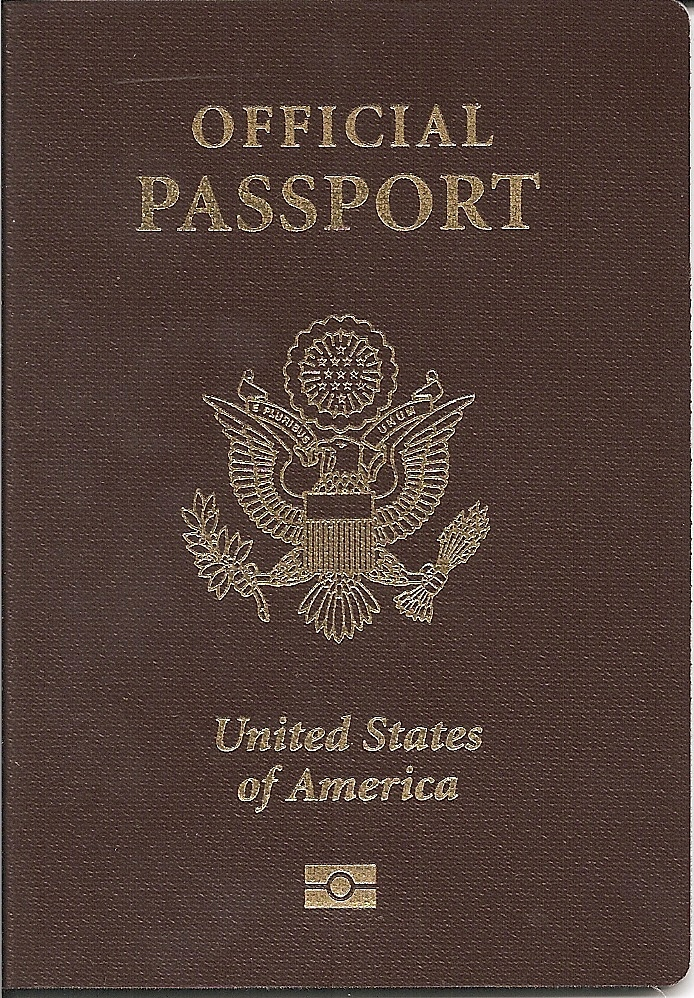

- گذرنامهٔ رسمی (پوشش قرمز مایل به قهوه‌ای): شهروندان کارمند آمریکا (به همراه خانوادهٔ خود) به صورت موقت یا دائم، کارمندان ارتش آمریکا، برخی از اعضای کنگرهٔ آمریکا برای سفر رسمی قابل صدور است.
- گذرنامهٔ سیاسی یا دیپلماتیک (پوشش سیاه رنگ): دیپلمات‌های آمریکایی معتبر در خارج از کشور و وابستگان واجد شرایط آن‌ها، شهروندانی که در ایالات متحده زندگی نمی‌کنند، رئیس‌جمهور ایالات متحده، رئیس‌جمهور منتخب جدید، معاون رئیس‌جمهور و معاون رئیس‌جمهور منتخب جدید، رؤسای جمهور پیشین و معاونان آن‌ها، دادرس دیوان عالی کشور، اعضای کنونی کابینه، دبیران پیشین و معاونان وزیر امور خارجه، دادستان کل و معاون دادستان کل، برخی از اعضای کنگره و سفیران بازنشسته شغل نیز واجد شرایط گذرنامهٔ دیپلماتیک هستند (برای افرادی که جهت انجام کارهای دیپلماتیک به خارج از آمریکا سفر می‌کنند صادر می‌شود).[۳]
- گذرنامهٔ پناهندگی (مدرک سفر پناهندگی): گذرنامهٔ کامل نیست و برای اتباع خارجی استفاده می‌شود.
- گذرنامهٔ ورود مجدد: مجوز اقامت نیز می‌تواند توسط ساکنان دائمی که بی‌تابعیت هستند یا نمی‌توانند برای مسافرت‌های بین‌المللی پاسپورت بگیرند، یا کسانی که مایل به بازدید از کشوری هستند که نمی‌توانند در گذرنامهٔ خود داشته باشند، مورد استفاده قرار می‌گیرد.[۴]
- اضطراری: برای شهروندان خارج از کشور صادر می‌شود یا در شرایط فوری به عنوان مثال: مرگ قریب‌الوقوع و خاکسپاری یک عضو خانواده باشد. گذرنامهٔ گمشده یا سرقت شده در خارج از کشور یا وضعیت مشابه آن باشد. مدت اعتبار این نوع گذرنامه عموماً یک سال پس از تاریخ صدور است.
- گذرنامهٔ ایالات متحده: نه یک گذرنامهٔ کامل بلکه یک کارت شناسایی کوچک است که از طرف دولت ایالات متحده برای عبور از مرزهای زمینی و دریایی با کانادا، مکزیک، کارائیب و برمودا صادر شده‌است.

## مسافرت بدون ویزا
از طریق این پاسپورت در کشورهای زیر بدون نیاز به ویزا می‌توان سفر کرد.

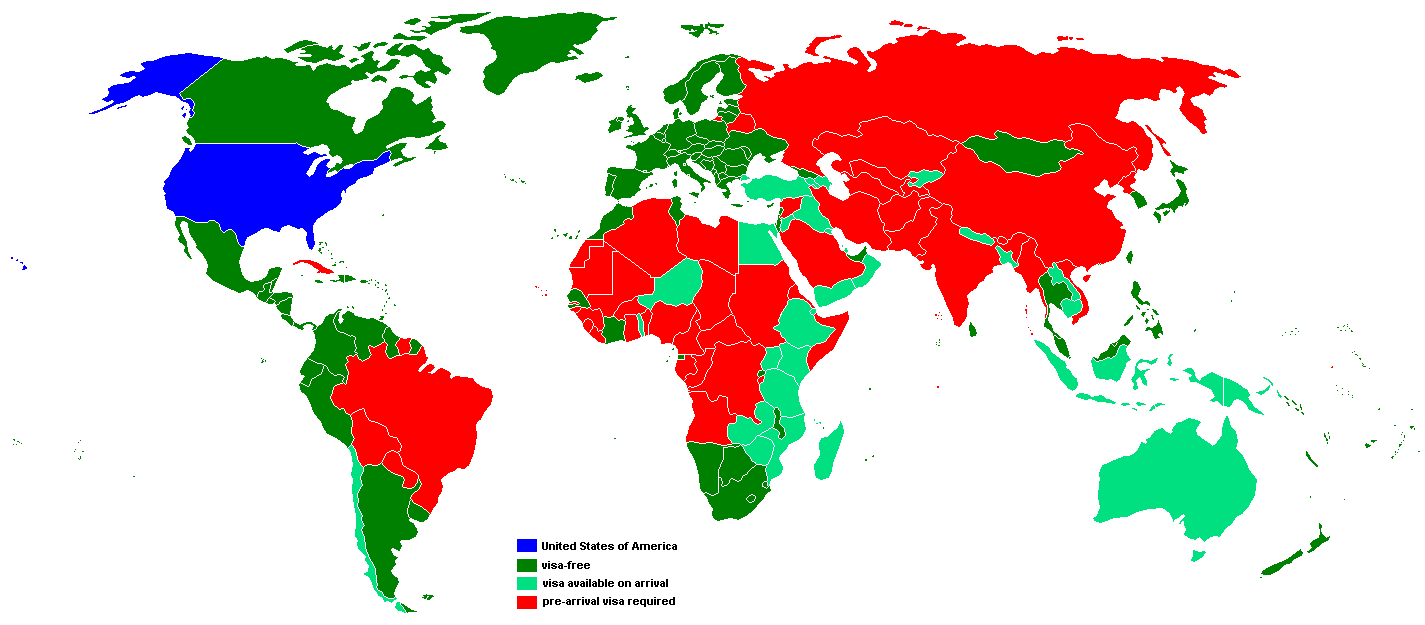

### آفریقا
| کشور          | شرایط                                                                                                  |
| ------------- | --- |
| بوتسوانا      | حداکثر ۹۰ روز                                                                                          |
| کومور         | visa issued upon arrival                                                                               |
| جیبوتی        | حداکثر ۳۰ روز بایگانی‌شده در ۱۷ دسامبر ۲۰۱۹ توسط Wayback Machine                                        |
| مصر           | حداکثر ۳۰ روز و پرداخت ۱۵ دلار                                                                         |
| گینه استوایی  | بدون شرایط خاص بایگانی‌شده در ۱۷ دسامبر ۲۰۱۹ توسط Wayback Machine                                       |
| اتیوپی        | حداکثر ۳ ماه و پرداخت ۴۰ دلار بایگانی‌شده در ۱۷ دسامبر ۲۰۱۹ توسط Wayback Machine                        |
| کنیا          | حداکثر ۳ ماه و پرداخت ۵۰ دلار آمریکا                                                                   |
| لسوتو         | حداکثر ۱۴ روز بایگانی‌شده در ۱۷ دسامبر ۲۰۱۹ توسط Wayback Machine                                        |
| ماداگاسکار    | حداکثر ۹۰ روز                                                                                          |
| مالاوی        | حداکثر ۹۰ روز بایگانی‌شده در ۱۷ دسامبر ۲۰۱۹ توسط Wayback Machine                                        |
| موریس         | حداکثر ۶ ماه در سال (توریستی), ۹۰ روز در سال (تجاری) بایگانی‌شده در ۱۷ دسامبر ۲۰۱۹ توسط Wayback Machine |
| مایوت         | حداکثر ۹۰ روز بایگانی‌شده در ۹ ژانویه ۲۰۱۵ توسط Wayback Machine                                         |
| مراکش         | حداکثر ۳ ماه بایگانی‌شده در ۱۷ دسامبر ۲۰۱۹ توسط Wayback Machine                                         |
| موزامبیک      | حداکثر ۳۰ روز و پرداخت ۲۵ دلار آمریکا بایگانی‌شده در ۱۷ دسامبر ۲۰۱۹ توسط Wayback Machine                |
| نامیبیا       | حداکثر ۹۰ روز                                                                                          |
| رئونیون       | حداکثر ۹۰ روز بایگانی‌شده در ۹ ژانویه ۲۰۱۵ توسط Wayback Machine                                         |
| رواندا        | حداکثر ۹۰ روز                                                                                          |
| سینت هلینا    | بدون شرایط خاص                                                                                         |
| سنگال         | حداکثر سه ماه                                                                                          |
| سیشل          | حداکثر یک ماه                                                                                          |
| آفریقای جنوبی | حداکثر ۹۰ روز                                                                                          |
| اسواتینی      | حداکثر ۶۰ روز                                                                                          |
| تانزانیا      | بدون شرایط خاص با پرداخت ۱۰۰ دلار                                                                      |
| توگو          | حداکثر یک ماه بایگانی‌شده در ۲ ژانویه ۲۰۲۰ توسط Wayback Machine                                         |
| تونس          | حداکثر ۴ ماه بایگانی‌شده در ۱۷ دسامبر ۲۰۱۹ توسط Wayback Machine                                         |
| اوگاندا       | حداکثر شش ماه با پرداخت پنجاه دلار بایگانی‌شده در ۱۷ دسامبر ۲۰۱۹ توسط Wayback Machine                   |
| زامبیا        | visa issued upon arrival for US$135 (multiple, two years)                                              |
| زیمبابوه      | حداکثر سه ماه با پرداخت ۳۰ تا ۵۵ دلار بایگانی‌شده در ۲ ژانویه ۲۰۲۰ توسط Wayback Machine                 |

### آسیا
| کشور              | شرایط |
| ----------------- | --- |
| افغانستان         | ۹۰ روز با پرداخت ۱۰۰ دلار بایگانی‌شده در ۱۷ دسامبر ۲۰۱۹ توسط Wayback Machine                                                        |
| ارمنستان          | ۱۲۰ روز با پرداخت ۱۵٬۰۰۰ AMD |
| جمهوری آذربایجان  | ۳۰ روز با پرداخت صد دلار بایگانی‌شده در ۱۷ دسامبر ۲۰۱۹ توسط Wayback Machine                                                         |
| بحرین             | ۱۴ روز با پرداخت پنج حداکثر BHD بایگانی‌شده در ۱۷ دسامبر ۲۰۱۹ توسط Wayback Machine                                                  |
| برونئی            | حداکثر ۹۰ روز بایگانی‌شده در ۱۷ دسامبر ۲۰۱۹ توسط Wayback Machine                                                                    |
| کامبوج            | سی روز با پرداخت ۳۰ دلار (tourist), US$25 (business)                                                                               |
| گرجستان           | حداکثر ۳۶۰ روز |
| هنگ کنگ           | 90 days |
| اندونزی           | ۷ روز:۱۰ دلار، ۳۰ روز:۲۵ دلار |
| ایران             | {{Yes به هر میزان لازمجزیره کیش}}                                                                                                  |
| عراق              | Visa issued upon arrival at Erbil airport (free of charge)، معتبر فقط برای بخش کردستان عراق                                        |
| اسرائیل           | حداکثر ۳ ماه |
| ژاپن              | حداکثر ۹۰ روز (VWP) |
| اردن              | پرداخت ۱۰ JOD |
| کره جنوبی         | حداکثر ۹۰ روز بایگانی‌شده در ۱۷ دسامبر ۲۰۱۹ توسط Wayback Machine                                                                    |
| کویت              | ۳ ماه با پرداخت ۳ KWD بایگانی‌شده در ۱۷ دسامبر ۲۰۱۹ توسط Wayback Machine                                                            |
| قرقیزستان         | یک ماه و پرداخت ۳۶–۷۰ دلار (تجاری),US$۳۵ (تک‌نفره توریستی),US$۵۵ (چندنفره توریستی) بایگانی‌شده در ۲ نوامبر ۲۰۲۰ توسط Wayback Machine |
| لائوس             | ۳۰ روز و پرداخت ۳۰ دلار بایگانی‌شده در ۱۷ دسامبر ۲۰۱۹ توسط Wayback Machine                                                          |
| لبنان             | ۱ ماه (برای تمدید منعی ندارد) بایگانی‌شده در ۱۶ اوت ۲۰۰۷ توسط Wayback Machine بایگانی‌شده در ۱۷ دسامبر ۲۰۱۹ توسط Wayback Machine     |
| ماکائو            | حداکثر سی روز |
| مالزی             | ۳ ماه |
| مالدیو            | ۳۰ روز |
| مغولستان          | حداکثر ۹۰ روز |
| نپال              | ۶۰ روز و پرداخت سی دلار |
| عمان              | ۱ ماه و پرداخت ۶ OMR |
| پاکستان           | ۹۰ روز |
| فیلیپین           | ۲۱ روز |
| قطر               | ۲۱ روز و پرداخت ۵۵ QAR |
| سنگاپور           | ۳۰ روز |
| سری‌لانکا          | ۳۰ روز (برای تمدید منعی ندارد) |
| تایوان (تایوان)   | ۳۰ روز بایگانی‌شده در ۱ آوریل ۲۰۱۳ توسط Wayback Machine                                                                             |
| تایلند            | ۳۰ روز بایگانی‌شده در ۱۷ دسامبر ۲۰۱۹ توسط Wayback Machine                                                                           |
| تیمور شرقی        | سی روز و پرداخت سی دلار |
| امارات متحده عربی | ۹۰ روز |
| یمن               | یک ماه و پرداخت ۱۰٬۵۰۰ YER |

### اروپا
| کشور               | شرایط                                                                                                   |
| ------------------ | --- |
| منطقه شنگن         | ۹۰ روز در یک دوره ۱۸۰ روزه جابجایی و تغییر کشور در میان اعضای شنگن موجب شروع دوباره دوره ۱۸۰ روز نمی‌شود |
| اتریش              | منطقه شنگن                                                                                              |
| بلژیک              | منطقه شنگن                                                                                              |
| جمهوری چک          | منطقه شنگن                                                                                              |
| دانمارک            | منطقه شنگن                                                                                              |
| استونی             | منطقه شنگن                                                                                              |
| فنلاند             | منطقه شنگن                                                                                              |
| فرانسه             | منطقه شنگن                                                                                              |
| آلمان              | منطقه شنگن                                                                                              |
| یونان              | منطقه شنگن                                                                                              |
| مجارستان           | منطقه شنگن                                                                                              |
| ایسلند             | منطقه شنگن                                                                                              |
| ایتالیا            | منطقه شنگن                                                                                              |
| لتونی              | منطقه شنگن                                                                                              |
| لیتوانی            | منطقه شنگن                                                                                              |
| لوکزامبورگ         | منطقه شنگن                                                                                              |
| مالت               | منطقه شنگن                                                                                              |
| هلند               | منطقه شنگن                                                                                              |
| نروژ               | منطقه شنگن                                                                                              |
| لهستان             | منطقه شنگن                                                                                              |
| پرتغال             | منطقه شنگن                                                                                              |
| اسلواکی            | منطقه شنگن                                                                                              |
| اسلوونی            | منطقه شنگن                                                                                              |
| اسپانیا            | منطقه شنگن                                                                                              |
| سوئد               | منطقه شنگن                                                                                              |
| سوئیس              | منطقه شنگن                                                                                              |
| اتحادیه اروپا      | |
| بلغارستان          | ۹۰ روز                                                                                                  |
| قبرس               | ۹۰ روز                                                                                                  |
| جبل طارق           | بدون شرایط بایگانی‌شده در ۱۷ دسامبر ۲۰۱۹ توسط Wayback Machine                                            |
| جمهوری ایرلند      | ۳ ماه                                                                                                   |
| رومانی             | ۹۰ روز در دوره ۱۸۰ روزه                                                                                 |
| بریتانیا           | ۶ ماه                                                                                                   |
| دیگر کشورهای اروپا | |
| آلبانی             | ۱ ماه با پرداخت ۱۰ یورو بایگانی‌شده در ۲ ژانویه ۲۰۲۰ توسط Wayback Machine                                |
| آندورا             | ۹۰ روز بایگانی‌شده در ۱۷ دسامبر ۲۰۱۹ توسط Wayback Machine                                                |
| بوسنی و هرزگوین    | ۹۰ روز بایگانی‌شده در ۱۷ دسامبر ۲۰۱۹ توسط Wayback Machine                                                |
| کرواسی             | ۹۰ روز بایگانی‌شده در ۱۷ دسامبر ۲۰۱۱ توسط Wayback Machine                                                |
| جزایر فارو         | ۹۰ روز                                                                                                  |
| گرنزی              | ۶ ماه                                                                                                   |
| جزیره من           | ۶ ماه                                                                                                   |
| جرزی               | ۶ ماه                                                                                                   |
| کوزوو              | 90 days بایگانی‌شده در ۱۲ مارس ۲۰۲۰ توسط Wayback Machine                                                 |
| لیختن‌اشتاین        | ۹۰ روز بایگانی‌شده در ۹ آوریل ۲۰۱۱ توسط Wayback Machine                                                  |
| مقدونیه شمالی      | ۳ ماه                                                                                                   |
| مولدووا            | ۹۰ روز                                                                                                  |
| موناکو             | ۹۰ روز در دوره ۱۸۰ روزه                                                                                 |
| مونته‌نگرو          | ۹۰ روز                                                                                                  |
| سان مارینو         | ۹۰ روز در دوره ۱۸۰ روز                                                                                  |
| صربستان            | ۹۰ روز بایگانی‌شده در ۲ ژانویه ۲۰۲۰ توسط Wayback Machine                                                 |
| ترکیه              | ۳ ماه با پرداخت ۲۰ دلار آمریکا یا ۱۵ یورو                                                               |
| اوکراین            | ۹۰ روز بایگانی‌شده در ۱۷ دسامبر ۲۰۱۹ توسط Wayback Machine                                                |
| واتیکان            | ۹۰ روز                                                                                                  |

### آمریکای شمالی
| کشور                   | شرایط                                                                                                 |
| ---------------------- | --- |
| آنگویلا                | ۳ ماه بایگانی‌شده در ۱۷ دسامبر ۲۰۱۹ توسط Wayback Machine                                               |
| آنتیگوآ و باربودا      | ۱ ماه بایگانی‌شده در ۱۷ دسامبر ۲۰۱۹ توسط Wayback Machine                                               |
| آروبا                  | ۳ ماه                                                                                                 |
| باهاما                 | ۸ ماه بایگانی‌شده در ۱۷ دسامبر ۲۰۱۹ توسط Wayback Machine                                               |
| باربادوس               | ۶ ماه بایگانی‌شده در ۸ اوت ۲۰۰۷ توسط Wayback Machine بایگانی‌شده در ۱۷ دسامبر ۲۰۱۹ توسط Wayback Machine |
| بلیز                   | ۳۰ روز بایگانی‌شده در ۲ ژانویه ۲۰۲۰ توسط Wayback Machine                                               |
| برمودا                 | ۶ ماه                                                                                                 |
| کانادا                 | ۶ ماه بایگانی‌شده در ۱۷ دسامبر ۲۰۱۹ توسط Wayback Machine                                               |
| جزایر کیمن             | ۳۰ روز بایگانی‌شده در ۱۷ دسامبر ۲۰۱۹ توسط Wayback Machine                                              |
| دومینیکا               | ۶ ماه                                                                                                 |
| جمهوری دومینیکن        | ۳۰ روز با پرداخت ده دلار آمریکا بایگانی‌شده در ۱۷ دسامبر ۲۰۱۹ توسط Wayback Machine                     |
| السالوادور             | ۹۰ روز با پرداخت ۳۰ دلار                                                                              |
| جزایر فالکلند          | ۴ هفته                                                                                                |
| گرینلند                | ۹۰ روز (مانند شنگن) بایگانی‌شده در ۶ سپتامبر ۲۰۰۹ توسط Wayback Machine                                 |
| گرنادا                 | ۳ ماه بایگانی‌شده در ۲ ژانویه ۲۰۲۰ توسط Wayback Machine                                                |
| جزیره گوادلوپ          | ۹۰ روز بایگانی‌شده در ۹ ژانویه ۲۰۱۵ توسط Wayback Machine                                               |
| گواتمالا               | ۹۰ روز بایگانی‌شده در ۱۷ دسامبر ۲۰۱۹ توسط Wayback Machine                                              |
| هائیتی                 | ۳ ماه بایگانی‌شده در ۱۷ دسامبر ۲۰۱۹ توسط Wayback Machine                                               |
| هندوراس                | ۳ ماه بایگانی‌شده در ۱۷ دسامبر ۲۰۱۹ توسط Wayback Machine                                               |
| جامائیکا               | ۳۰ روز                                                                                                |
| مارتینیک               | ۹۰ روز بایگانی‌شده در ۹ ژانویه ۲۰۱۵ توسط Wayback Machine                                               |
| مکزیک                  | ۱۸۰ روز بایگانی‌شده در ۱۷ دسامبر ۲۰۱۹ توسط Wayback Machine                                             |
| مونتسرات               | ۳ ماه بایگانی‌شده در ۱۷ دسامبر ۲۰۱۹ توسط Wayback Machine                                               |
| آنتیل هلند             | ۳ ماه                                                                                                 |
| نیکاراگوئه             | ۹۰ روز با پرداخت پنج دلار                                                                             |
| پاناما                 | ۳۰ روز با پرداخت ۵ دلار                                                                               |
| پورتوریکو              | U.S. citizens and non-citizen nationals may enter of right                                            |
| سنت بارثلمی            | ۹۰ روز بایگانی‌شده در ۹ ژانویه ۲۰۱۵ توسط Wayback Machine                                               |
| سنت کیتس و نویس        | ۱۴ روز                                                                                                |
| سنت لوسیا              | ۶ هفته بایگانی‌شده در ۲ ژانویه ۲۰۲۰ توسط Wayback Machine                                               |
| سنت مارتین             | ۹۰ روز بایگانی‌شده در ۹ ژانویه ۲۰۱۵ توسط Wayback Machine                                               |
| سنت پیر و ماژلان       | ۹۰ روز بایگانی‌شده در ۹ ژانویه ۲۰۱۵ توسط Wayback Machine                                               |
| سنت وینسنت و گرنادین‌ها | ۱ ماه                                                                                                 |
| ترینیداد و توباگو      | ۳ ماه                                                                                                 |
| جزایر تورکس و کایکوس   | ۳۰ روز                                                                                                |
| جزایر ویرجین انگلستان  | ۳۰ روز                                                                                                |

### اقیانوسیه
| کشور                  | شرایط                                                    |
| --------------------- | -------------------------------------------------------- |
| جزایر کوک             | ۳۱ روز                                                   |
| فیجی                  | ۴ ماه بایگانی‌شده در ۲ ژانویه ۲۰۲۰ توسط Wayback Machine   |
| کیریباتی              | ۲۸ روز                                                   |
| جزایر مارشال          | بدون شرایط                                               |
| ایالات فدرال میکرونزی | ۳۰ روز                                                   |
| کالدونیای جدید        | ۹۰ روز بایگانی‌شده در ۹ ژانویه ۲۰۱۵ توسط Wayback Machine  |
| نیوزیلند              | ۳ ماه                                                    |
| نیووی                 | ۳۰ روز بایگانی‌شده در ۱۷ دسامبر ۲۰۱۹ توسط Wayback Machine |
| پالائو                | 1 year بایگانی‌شده در ۱۷ دسامبر ۲۰۱۹ توسط Wayback Machine |
| پاپوآ گینه نو         | ۶۰ روز با پرداخت ۱۰۰ PGK (توریستی)، ۵۰۰ PGK (تجاری)      |
| پلی‌نزی فرانسه         | ۹۰ روز بایگانی‌شده در ۹ ژانویه ۲۰۱۵ توسط Wayback Machine  |
| ساموآ                 | ۶۰ روز                                                   |
| جزایر سلیمان          | ۳ ماه                                                    |
| توکلائو               | free cruising permit can be obtained in آپیا، ساموآ      |
| تونگا                 | ۳۱ روز (منعی برای تمدید ندارد)                           |
| تووالو                | ۱ ماه بایگانی‌شده در ۱۷ دسامبر ۲۰۱۹ توسط Wayback Machine  |
| وانواتو               | ۳۰ روز بایگانی‌شده در ۱۷ دسامبر ۲۰۱۹ توسط Wayback Machine |
| والیس و فوتونا        | ۹۰ روز بایگانی‌شده در ۹ ژانویه ۲۰۱۵ توسط Wayback Machine  |
| استرالیا              | pre-arrival Electronic Travel Authority required         |
| جزیره نورفک           | مانند استرالیا                                           |

### آمریکای جنوبی
| کشور         | شرایط |
| ------------ | --- |
| آرژانتین     | ۳ ماه بایگانی‌شده در ۱۷ دسامبر ۲۰۱۹ توسط Wayback Machine                                                  |
| بولیوی       | ۹۰ روز با پرداخت ۱۳۵ دلار بایگانی‌شده در ۱۷ دسامبر ۲۰۱۹ توسط Wayback Machine                              |
| شیلی         | ۹۰ روز و پرداخت ۱۳۱ دلار در فردوگاه بین‌المللی سانتیاگو Renewal fee $100 for another 90 days in Santiago. |
| کلمبیا       | ۹۰ روز بایگانی‌شده در ۱۷ دسامبر ۲۰۱۹ توسط Wayback Machine                                                 |
| اکوادور      | ۹۰ روز بایگانی‌شده در ۱۷ دسامبر ۲۰۱۹ توسط Wayback Machine                                                 |
| گویان فرانسه | ۹۰ روز بایگانی‌شده در ۹ ژانویه ۲۰۱۵ توسط Wayback Machine                                                  |
| گویان        | ۳ ماه بایگانی‌شده در ۱۷ ژوئن ۲۰۱۷ توسط Wayback Machine                                                    |
| پرو          | ۱۸۳ روز                                                                                                  |
| اروگوئه      | ۳ ماه |
| ونزوئلا      | ۳ ماه بایگانی‌شده در ۱۷ دسامبر ۲۰۱۹ توسط Wayback Machine                                                  |